# تونی کارن
تونی کارن (به انگلیسی: Tony Curran) (زاده ۱۳ دسامبر ۱۹۶۹) بازیگر اسکاتلندی است.
از فیلم‌های او می‌توان به انجمن نجیب‌زادگان عجیب، بیوولف و گرندل، هزارتو، اوندین، کالیبر و مامان بزرگ اشاره کرد.